# Vilarinho das Furnas (filme)
Vilarinho das Furnas (1971) é um documentário de longa-metragem de António Campos, em 16 mm. É a sua segunda obra na prática cinematográfica da antropologia visual, realizada na tradição de Robert Flaherty e de Jean Rouch. É um filme etnográfico, que marca o Novo Cinema português em que, particularmente no documentário, a prática da etnografia de salvaguarda é uma das preocupações  dominantes.

## Sinopse
Situada no sopé da Serra Amarela, no Minho, entre o Rio Homem e a Ribeira do Eido, a aldeia de Vilarinho da Furna será, em 1971, submersa para sempre, devido à construção de uma barragem. As águas que irrigavam os férteis terrenos agrícolas serão o seu fim. Assim desapareceriam os hábitos tradicionais de regime comunitário que, há séculos, regiam a vida das suas gentes. "Vilarinho morre nas águas que a viram nascer".

## Ficha técnica
- Argumento: António Campos
- Fonte: obra Vilarinho das Furnas, Aldeia Comunitária, de Jorge Dias
- Realizador: António Campos
- Produtor: António Campos
- Imagem: António Campos
- Som: António Campos
- Rodagem: Janeiro, 1969 – Junho, 1970
- Intérprete e narrador: Aníbal Gonçalves Pereira
- Sonoplastia: Alexandre Gonçalves
- Montagem: António Campos
- Formato: 16mm
- Duração: 77’
- Ano: 1971
- Financiamento: Fundação Calouste Gulbenkian

## Festivais
- 1º Festival de Cinema de Santarém (Outubro, 1971)